# Towong Shire
Towong Shire is een Local Government Area (LGA) in Australië in de staat Victoria. Towong Shire telt 6.181 inwoners. De hoofdplaats is Tallangatta.